# 이진아기념도서관
이진아기념도서관(李珍阿紀念圖書館)은 미국에서 유학 생활을 하던 도중에 뜻밖에 일어난 교통사고로 사망한 이진아 양(李珍阿, 1980년 ~ 2003년)의 가족이 고 이진아 양을 오래도록 잊지 않고 마음속에 간직하고자 사재를 기증해 설립된 기념도서관이다. 2005년 9월 15일 서울특별시 서대문구 현저동 101번지에 설립되었다.

## 소장 자료
- 도서: 문학, 사회과학, 예술 분야 도서 45,596권과 아동용 도서 19,162권 그리고 유아용 도서 11,463권, 총 76,211권
- 비도서: 점자 도서 115권, 전자책 2,381점, 웹 콘텐츠 1,562점, 오디오 북 65점, DVD 2,689점
- 연속 간행물: 총 141종

## 규모
- 대지 면적: 757m2
- 건축 면적: 655m2
- 연면적: 2,765m2
- 건물: 지하 1층, 지상 4층

## 내부 시설
- 모자 열람실
- 어린이 열람실
- 멀티 문화 감상실
- 전자 정보 열람실
- 도예 공방
- 문화 사랑방
- 강의실
- 문화 창작실
- 종합 자료실
- 다목적실
- 모유 수유실

## 수상
- 2009년전국 도서관 운영 평가 우수도서관상
- 2010년 전국 도서관 운영 평가 우수도서관상
- 2011년 문화체육부장관상 특별상